# HD 127334
HD 127334，又名BD+42 2508，SAO 45075、HR 5423，是一颗恒星，视星等为6.35，位于銀經75.46，銀緯65.16，其B1900.0坐标为赤經14h 25m 40.3s，赤緯+42° 65.16′ 50″。